# Alexander Nikolajewitsch Jakowlew

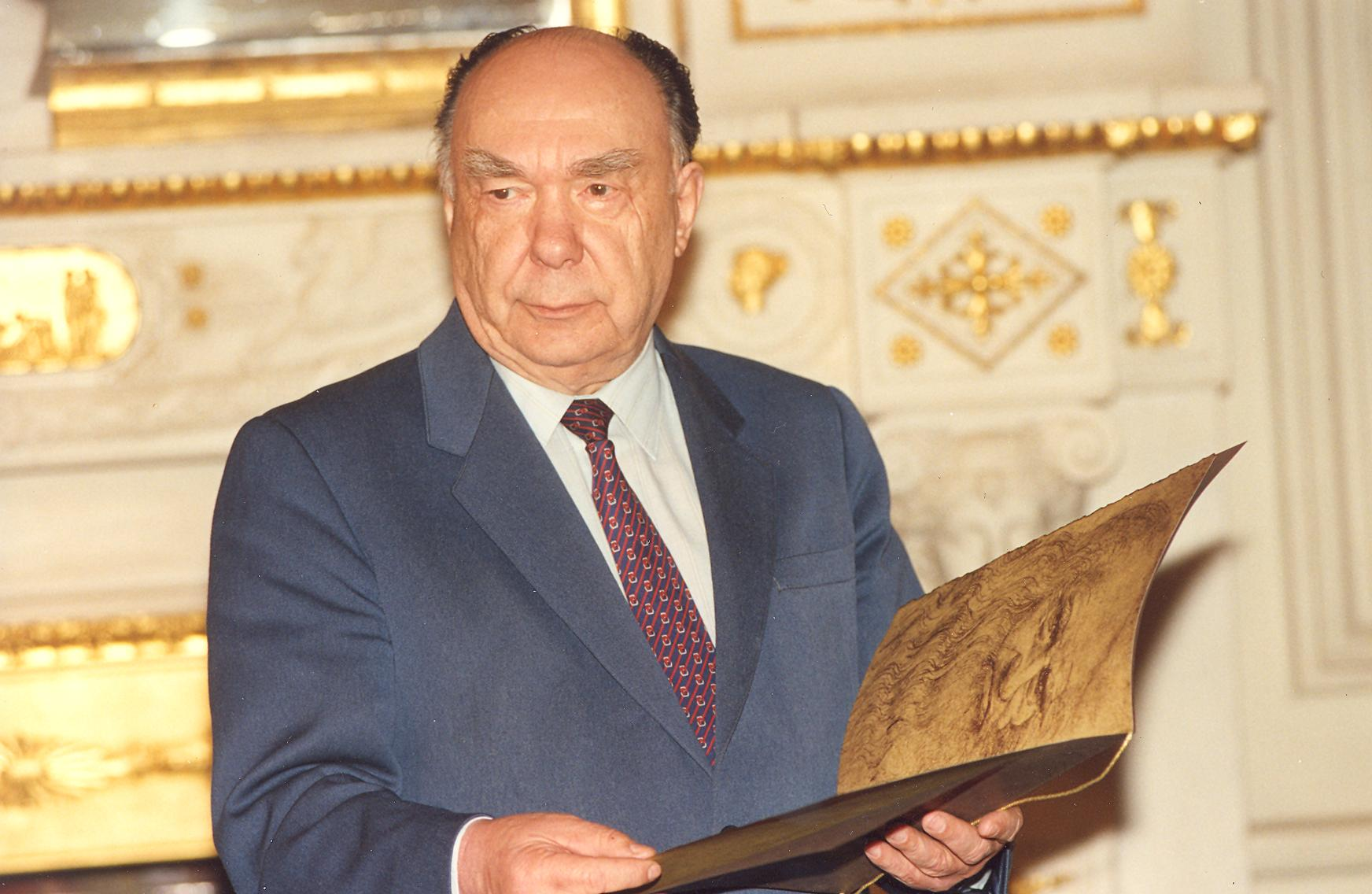
Alexander Nikolajewitsch Jakowlew

Alexander Nikolajewitsch Jakowlew (russisch Александр Николаевич Яковлев; * 2. Dezember 1923 in Korolewo im Gouvernement Jaroslawl, Sowjetunion; † 18. Oktober 2005 in Moskau) war ein sowjetischer Politiker, der als enger Berater von Michail Gorbatschow und als Initiator von dessen Reformpolitik (Perestroika) galt.

## Biografie

### Jugend und Kriegsteilnahme
Jakowlew, Sohn bäuerlicher Eltern, wurde in einem Dorf an der Wolga nahe bei Jaroslawl geboren. Er besuchte die Schule in der Siedlung Rote Weber (Красные Ткачи). Er diente im Zweiten Weltkrieg als Unteroffizier bei der Marineinfanterie in der Roten Flotte und als Zugführer an der Wolchow-Front. Hierbei wurde er schwer verwundet und anschließend mit dem Rotbannerorden ausgezeichnet. 1944 wurde er Mitglied der KPdSU.

### Ausbildung
Er studierte ab 1946 Geschichte am Pädagogischen Institut in Jaroslawl. Von 1946 bis 1948 war er zudem Lehrer, 1950 stellvertretender Leiter und 1951 Leiter der Abteilung Propaganda bei der örtlichen Parteiorganisation in Jaroslawl. Von 1953 bis 1956 arbeitete er als Instrukteur in der Abteilung für Schulwesen des Zentralkomitees der KPdSU in Moskau, von 1956 bis 1958 war er zum Studium an die Akademie für Gesellschaftswissenschaften beim ZK delegiert. 1958/59 war er Austauschstudent an der Columbia-Universität von New York. 
1956 wurde er Zeuge von Nikita Chruschtschows berühmter Geheimrede auf dem XX. Parteitag der KPdSU.
1960 promovierte er über das Thema „Die Kritik an der amerikanischen bürgerlichen Literatur über die US-Außenpolitik 1953–1957“. 1967 habilitierte sich Jakowlew zum Thema „Politische Wissenschaft der Vereinigten Staaten und die wichtige außenpolitische Doktrin des US-Imperialismus“.

### Weiterer Aufstieg
Er arbeitete nach dem Studium für verschiedene Parteizeitungen und für den Rundfunk. 1969 wurde Jakowlew Professor. Als offizieller Beobachter des Einmarsches der Staaten des Warschauer Pakts beim Prager Frühling von 1968 in die Tschechoslowakei sprach er sich gegenüber Generalsekretär Leonid Breschnew gegen die Absetzung des tschechischen 1. Parteisekretärs Alexander Dubček aus. Er war von 1960 bis 1969 Mitarbeiter und von 1969 bis 1973 Leiter der Abteilung für Ideologie und Propaganda des Zentralkomitees der KPdSU. Ein kritischer Artikel von 1972 in der Literaturnaja Gaseta kann Anlass gewesen sein, dass er zunächst in die Diplomatenlaufbahn versetzt wurde. 1984 wurde er korrespondierendes und 1990 Mitglied der Akademie der Wissenschaften der UdSSR. 1990 wurde er auch Ehrendoktor der Universität in  Durham und der Soka University in Japan.

### Reformer im Machtzentrum
Von 1973 bis 1983 war Jakowlew UdSSR-Botschafter in Kanada. Er pflegte freundschaftliche Beziehungen zu Kanadas Premierminister Pierre Trudeau. 
Im Jahre 1982 traf er zum ersten Mal mit dem späteren sowjetischen Staats- und Parteichef Michail Gorbatschow zusammen. Er begleitete Gorbatschow bei seinem Besuch in Kanada. Er wurde nunmehr nach Moskau zurück berufen und war von 1983 bis 1985 Direktor des Institut für Weltwirtschaft und internationale Beziehungen der Akademie der Wissenschaften der UdSSR.
Jakowlew galt seitdem als Vordenker und Architekt der Perestroika (Umgestaltung).
Vom 6. März 1986  bis 1990 war er Sekretär des Zentralkomitees. Vom Januar bis zum Juni 1987 war er Kandidat des Politbüros der KPdSU, um im gleichen Jahr in das höchste politische Gremium der UdSSR aufzusteigen, er wurde Vollmitglied im Politbüro der Kommunistischen Partei der Sowjetunion und zwar in der Zeit vom 26. Juni 1987 bis zum 14. Juli 1990.

### Nach der Sowjetunion
Jakowlew trat nach dem Ende der Sowjetunion aus der Kommunistischen Partei aus. Der russische Präsident Boris Jelzin betraute Jakowlew mit der Leitung des staatlichen Fernsehsenders ORT, dessen Teilprivatisierung er einleitete. 2003 erschien die deutsche Übersetzung der Autobiografie Jakowlews mit dem Titel Die Abgründe meines Jahrhunderts (übersetzt von Friedrich Hitzer). Er leitete bis zu seinem Tode die vor einigen Jahren von ihm gegründete Stiftung für Internationale Demokratie.
Jakowlew starb in einem Moskauer Krankenhaus im Alter von 81 Jahren. Er wurde auf dem Friedhof Trojekurowo beerdigt.

## Schriften (Auswahl)
- Alexander N. Jakowlew: Die Abgründe meines Jahrhunderts: Eine Autobiographie. Faber und Faber, Leipzig 2003, ISBN 3-936618-12-7.
- Alexander N. Jakowlew: Ein Jahrhundert der Gewalt in Sowjetrussland. Berlin Verlag 2004, ISBN 3-8270-0547-7.
- Alexander N. Jakowlew: Offener Schluss: Ein Reformer zieht Bilanz. Gespräche mit Lilly Marcou. Gustav Kiepenheuer Verlag, Leipzig/Weimar 1992, ISBN 3-378-00502-5.